# Bródy Imre (újságíró)
Bródy Imre (Budapest, 1918. augusztus 19. – Budapest, 1983. április) újságíró, író, színész. 

## Élete
Miután leérettségizett, tisztviselőként, majd alkalmi munkásként dolgozott. A második világháború alatt munkaszolgálatos volt. Hazatérését követően a Belvárosi Színháznál dolgozott színészként és dramaturgként. 1948-tól színházi titkár volt a budapesti Magyar Színházban, majd a debreceni Csokonai Színházban. 1951–1952-ben a szolnoki Szigligeti Színház igazgatójaként működött, majd haláláig szabadfoglalkozású író, újságíró volt. A színész–újságíró labdarúgó-rangadók történetéről 1972-ben könyvet jelentetett meg.

## Művei
- Így történt SZÚR-ról SZÚR-ra. Magyar Újságírók Országos Szövetsége. Budapest, 1972.